# Hardricourt
Hardricourt – miejscowość i gmina we Francji, w regionie Île-de-France, w departamencie Yvelines.
W Hardricourt znajduje się pałac (château d'Hardricourt), który należał do Jean-Bédel Bokassy, dyktatora i cesarza środkowoafrykańskiego. W styczniu 2010 pałac został sprzedany na aukcji za 915 000.
Według danych na rok 2018 gminę zamieszkiwało 2412 osób, a gęstość zaludnienia wynosiła 735 osób/km² (wśród 1287 gmin regionu Île-de-France Hardricourt plasuje się na 486. miejscu pod względem liczby ludności, natomiast pod względem powierzchni na miejscu 802).